# ニュース和歌山
ニュース和歌山（にゅーすわかやま）は、ニュース和歌山株式会社が和歌山市で編集・発行している地方新聞。
和歌山市、海南市、岩出市、紀の川市の全国紙朝刊に折り込みで配布。タブロイド16ページ建てを基本に、毎週土曜、第2・4水曜に配布している。
現在では、フリーペーパーと呼ばれる無代紙は珍しくないが、ニュース和歌山創刊当時は、先例のない新しいタイプのメディアであった。

1964年12月8日に創刊以来、報道姿勢においても営業活動においても「ニュース和歌山の信条」を貫き、「郷土紙の理想像」を実現すべく努めている。

2014年12月に創業50周年を迎えた。

## ニュース和歌山の信条
新聞事業を通じてわれらの願い
1．この貴重な平和と民主主義を守り、住みよい地域社会の実現に寄与したい。
1．報道、評論、広告ともに地域住民の福祉を損なわず、かつ真実、公平、友愛、品位を保つことに努めたい。
1．人に関する批評はその人の面前において語り得る範囲とし、個人の自由と名誉と人権を守りたい。
1．新聞の自由と独立を守るため不断の努力をはらい、発言の機会にめぐまれない人達にも紙面を開放したい。

## 沿革
- 1964年12月8日 - 創刊

## 事業
- 和歌山大学と「土曜講座」を毎月原則第1土曜に和歌山市西高松の和大地域連携・生涯学習センターで共催している。
最新の事業として「親子料理教室」（2014/8/26）を開催。
2009年〜2013年まで、わぁーと！手づくり市場（マーケット）を展開。
このほか、ニュース和歌山ジュニアサッカー教室、和歌の浦スチューデント・ジャズ・フェスティバル・イン・片男波、和歌山年鑑発行、和歌山音楽コンクール、チャリティ作品展、和歌山県身体障害者囲碁、将棋選手権大会、ニュース和歌山杯ラージボール卓球大会、ニュース和歌山美術館めぐり、スケッチの旅などの事業実績を持つ。

　　　※2015年4月、『ニュース和歌山が伝えた半世紀』を刊行

## 発売中の出版物
- 『ニュース和歌山が伝えた半世紀』〜
- 城下町の風景〜カラーでよむ『紀伊国名所図会』
- 和歌浦の風景〜カラーでよむ『紀伊国名所図会』

　上記の書籍はいずれも、ニュース和歌山のWEBサイトより購入できます〜 

## 公式サイト
- ニュース和歌山 
ニュース和歌山 2015年1月リニューアル以前のサイト